# Carnaval de Brantôme
Le « Carnaval es arribat » (le « carnaval est arrivé » en occitan) est un carnaval qui se déroule chaque année à Brantôme en Dordogne, en Nouvelle-Aquitaine.
Le carnaval de Brantôme est inscrit à l'Inventaire du patrimoine culturel immatériel en France.

## Historique
Après l’interruption du carnaval de Brantôme il y a environ 80 ans, il a été décidé, après quelques recherches sur les traditions des carnavals en Périgord, de réhabiliter en 2003 le carnaval de Brantôme dans le cadre d’une renaissance et promotion de la langue et culture occitanes.
Les festivités ont généralement lieu en mars. Ce sont les jeunes de la commune qui se sont attelés à la tâche, et qui par ailleurs composent en majorité les participants de la fête, sous le regard des passants. L’affluence du carnaval reste correcte, avec des jeunes venus des communies avoisinantes, et la promotion qu’il en est fait dans les médias.

## Le carnaval de Brantôme
Le Carnaval de Brantôme se structure en plusieurs étapes :
- Un bal ou concert est donné la veille, ou parfois le jour du défilé.
- Le matin : carnaval des enfants, défilé dans les rues des écoliers.
- Défilé dans les rues des participants déguisés, des groupes de musiques et du char de l’effigie présente dans tous les carnavals périgourdins, Petaçon. Le parcours est jonché de stands proposant des crêpes et du vin et se termine devant l’abbaye de Brantôme.
- Course de garçons travestis pour l’occasion sur la place devant l’abbaye.
- Remise des clés de la ville par le Maire à Petaçon.
- Jugement en occitan et crémation de Petaçon, célébrée à grand renfort de danses et de chants autour du bûcher.
- Repas composé de la traditionnelle cuisine grasse du carnaval et bal.